# 福水ケビン
福水 ケビン（ふくみず - 、和名：福水 隆介）は日本の実業家。経営コンサルタント、海外人材開発・情報戦略コンサルタント。
株式会社エーフォース代表取締役社長。

## 来歴
東京都新宿区生まれ。兵庫県出身。京都や米国ニューヨーク州メリーランド州を行き来した生活を送る。
米国ニューヨーク州立大学藝術学部卒業後、現地の医療コンサルティング企業、教育企業を経て2008年に株式会社アイベック入社。同年8月より子会社エンスピリットジャパン代表取締役社長就任し、海外人材育成のコンサルティングを開始。
グローバル時代の企業･組織ダイバーシティーの人事評価制度の設計コンサルティング、また海外人材育成やプレゼンテーションのセミナーを日系・外資系企業において行う。
2008年にはNHKエデュケーショナルや英語検定協会に語学教育コンテンツ開発の指導もしている。
2012年に海外マーケティングPR会社「エーフォース」を設立。2017年～日経BPと海外に向けたPRマーケティングに関する情報戦略のコンテンツやセミナーを定期的に配信。
国際ビジネスコミュニケーション学会所属。同学会で「異文化人材マネジメント」論文発表（2013年）。

## 人物・エピソード
- アベノミクスについて、経済的効果より政治パフォーマンスとしての効果が高いとする趣旨の発言をしている[4]。その理由について、物づくり大国としての日本が工業にだけ捕らわれるのではなく、積極的に農業や特産物にも投資をするべきであり、TPP可決によるマイナスの影響のひとつがそれであると意見している。その論拠について、工業製品よりも農業産物の方が独自性と競争力の２点において有利であるからとしている。[5]。
- 全ての語学は勉強する、暗記をするのではなく、練習して使うものだと主張している。翻訳や置換作業ではなく、文化的コンテクストと相互理解をベースにしたコミュニケーションが重要だと述べている。[6]
- 趣味は格闘技観戦で自身もMMAをやっている。

## 著書・コラム
以下は福水隆介名義。
- 「営業や挨拶で信頼を勝ち取る方法」コラム　ダイヤモンド社
- 「現代のビジネスパーソンに真に必要な語学力」コラム　ダイヤモンド社
- 「ビジネスパーソンが必ず使う英語表現204」書籍　ダイヤモンド社　ISBN 978-4478016992
- 「やわらかく断る3つのコツ」コラム　ダイヤモンド社
- 「外資系で働く人の英単語帳」書籍　中経出版　ISBN 978-4806144687

## TV・インタビュー
- 「グローバルディベートWISDOM」-アベノミクスは世界に何をもたらすか- (NHK)
- 「グローバルディベートWISDOM」-TPP世界はどう見る～どこまで進める 貿易の自由化～- (NHK)
- 「グローバルディベートWISDOM」-日本の未来型社会の考察（NHK）
- 「グローバルディベートWISDOM」-激論･２１世紀の資本論（NHK）
- 「グローバルディベートWISDOM」-世界が語る東京オリンピック（NHK）